# James McClean
James McClean, né le 22 avril 1989 à Derry (Irlande du Nord), est un footballeur international irlandais qui évolue au poste de milieu de terrain au Wrexham AFC.

## Biographie

### En club
Formé à Derry City, McClean est repéré et recruté par Sunderland en 2011. Il commence la saison en réserve avant de prendre part à son premier match en équipe première le 11 décembre 2011 face à Blackburn. Dès sa première saison dans la ville du nord de l'Angleterre, il inscrit 6 buts en 29 matchs.
Le 22 juin 2015, McClean signe un contrat de trois ans avec West Bromwich Albion. Il inscrit cinq buts en cent-douze matchs toutes compétitions confondues lors de ses trois saisons sous le maillot des Baggies.
Le 22 juillet 2018, il s'engage pour quatre saisons avec Stoke City, relégué en deuxième anglaise.
Le 17 août 2021, il rejoint Wigan Athletic. Il rejoint Wrexham en 2023 et participe à la montée du club en League One en 2024.

### LePoppy controversy
Depuis 2010, tous les clubs de Premier League prennent part au Poppy Appeal, en commémoration des soldats morts pour le Royaume-Uni pendant la Seconde Guerre Mondiale. 
Depuis 2012, McClean a été beaucoup critiqué et supporté pour son choix, controversé, de refuser de porter le maillot avec le coquelicot, symbole de l'Armistice au Royaume-Uni, les jours de matchs proches du 11 novembre.
Sympathisant de la cause républicaine, il est régulièrement la cible de menaces de la part des courants loyalistes.  
A l'occasion du Remembrance Day de 2024, James McClean, capitaine de Wrexham, a symboliquement protesté durant la minute de silence en se tenant à l'écart de ses coéquipiers. Un geste abondamment commenté par les médias britanniques,,. 
Le refus de McClean vient de ses origines et affinités avec la région nord-irlandaise de Derry, et du rôle de l'armée britannique dans le conflit nord-irlandais. Il a grandi dans le quartier de Creggan, d'où six victimes du Dimanche Sanglant de 1972, étaient aussi originaires.

### En sélection
James McClean acquiert la nationalité irlandaise en février 2012 après avoir porté le maillot de l'équipe d'Irlande du Nord espoirs à sept reprises en 2009 et 2010.
Il honore sa première sélection avec l'équipe nationale irlandaise le 29 février 2012 en entrant en fin de match à la place d'Aiden McGeady lors du match amical face à la Tchéquie (1-1).
Le 7 mai 2012, il fait partie des 23 joueurs convoqués par Giovanni Trapattoni pour participer à l'Euro 2012. À la suite de cette convocation, il reçoit des menaces de mort sur internet de la part de supporters nord-irlandais qui lui reprochent notamment de « jouer pour l'Irlande et non pour le pays où il est né ».
Le 5 octobre 2023 McLean annonce son intention de ne plus accepter de convocation en équipe nationale. Quelques heures après, Stephen Kenny ne le sélectionne pas pour le dernier rassemblement international d'octobre 2023. Ainsi se termine la carrière internationale forte de 102 sélections et 11 buts marqués.

## Éléments statistiques
| Saison                | Club                  | Championnat           | Championnat | Championnat | Coupe(s) nationale(s) | Coupe(s) nationale(s) | Compétition(s) continentale(s) | Compétition(s) continentale(s) | Compétition(s) continentale(s) | République d'Irlande | République d'Irlande | Total | Total |
| Saison                | Club                  | Division              | M.          | B.          | M.                    | B.                    | Comp.                          | M.                             | B.                             | M.                   | B.                   | M.    | B.    |
| 2007-2008             | Institute             | Premier League        | 1           | 0           | -                     | -                     | -                              | -                              | -                              | -                    | -                    | 1     | 0     |
| 2008                  | Derry City            | Premier Division      | 1           | 0           | 1                     | 1                     | -                              | -                              | -                              | -                    | -                    | 2     | 1     |
| 2009                  | Derry City            | Premier Division      | 27          | 1           | 3                     | 0                     | -                              | -                              | -                              | -                    | -                    | 30    | 1     |
| 2010                  | Derry City            | First Division        | 30          | 8           | 3                     | 0                     | -                              | -                              | -                              | -                    | -                    | 33    | 8     |
| 2011                  | Derry City            | Premier Division      | 21          | 7           | 2                     | 1                     | -                              | -                              | -                              | -                    | -                    | 23    | 8     |
| 2011-2012             | Sunderland            | Premier League        | 23          | 5           | 6                     | 1                     | -                              | -                              | -                              | 3                    | 0                    | 32    | 6     |
| 2012-2013             | Sunderland            | Premier League        | 36          | 2           | 5                     | 3                     | -                              | -                              | -                              | 10                   | 0                    | 51    | 5     |
| 2013-2014             | Wigan Athletic        | Championship          | 37          | 3           | 6                     | 1                     | C3                             | 5                              | 0                              | 10                   | 1                    | 58    | 5     |
| 2014-2015             | Wigan Athletic        | Championship          | 36          | 6           | 1                     | 0                     | -                              | -                              | -                              | 7                    | 3                    | 44    | 9     |
| 2015-2016             | West Bromwhich Albion | Premier League        | 35          | 2           | 7                     | 0                     | -                              | -                              | -                              | 12                   | 1                    | 54    | 3     |
| 2016-2017             | West Bromwhich Albion | Premier League        | 34          | 1           | 2                     | 1                     | -                              | -                              | -                              | 10                   | 4                    | 46    | 6     |
| 2017-2018             | West Bromwhich Albion | Premier League        | 30          | 1           | 4                     | 0                     | -                              | -                              | -                              | 8                    | 1                    | 42    | 2     |
| 2018-2019             | Stoke City            | Championship          | 43          | 3           | 3                     | 0                     | -                              | -                              | -                              | 7                    | 0                    | 53    | 3     |
| 2019-2020             | Stoke City            | Championship          | 36          | 7           | 1                     | 0                     | -                              | -                              | -                              | 5                    | 0                    | 42    | 7     |
| 2020-2021             | Stoke City            | Championship          | 24          | 2           | 5                     | 0                     | -                              | -                              | -                              | 10                   | 1                    | 39    | 3     |
| 2021-2022             | Wigan Athletic        | League One            | 33          | 9           | 4                     | 1                     | -                              | -                              | -                              | 12                   | 0                    | 49    | 10    |
| 2022-2023             | Wigan Athletic        | Championship          | 46          | 3           | 2                     | 0                     | -                              | -                              | -                              | 6                    | 0                    | 54    | 3     |
| 2023-2024             | Wrexham               | League Two            | 37          | 3           | 7                     | 1                     | -                              | -                              | -                              | 3                    | 0                    | 47    | 4     |
| 2024-2025             | Wrexham               | League One            | 41          | 4           | 3                     | 0                     | -                              | -                              | -                              | -                    | -                    | 44    | 4     |
| Total sur la carrière | Total sur la carrière | Total sur la carrière | 571         | 67          | 65                    | 10                    | -                              | 5                              | 0                              | 104                  | 11                   | 745   | 88    |

## Palmarès

### En club
- Derry City
  - Champion d'Irlande de D2 en 2010.
- Wigan Athletic
  - Champion d'Angleterre de D3 en 2022
- Wrexham
  - Vice-champion d'Angleterre de D4 en 2024

### Distinctions personnelles
- Membre de l'équipe type du Championnat d'Angleterre de troisième division en 2021-2022

## Diagnostic d'autisme
McClean rend public son diagnostic d'autisme fin mars 2023, en soutien à sa fille qui a été diagnostiquée quelques années avant lui.